# Диоксиппа
Диоксиппа — имя ряда персонажей древнегреческой мифологии:
- одна из дочерей Гелиоса, сестёр Фаэтона[1][2];
- одна из данаид, ставшая женой своего двоюродного брата Египта[3][4];
- амазонка[5][6];
- жена Агенора и мать Сипила, согласно Псевдо-Плутарху[7];
- одна из собак Актеона[8][9].